# 埃爾姆伍德 (伊利諾伊州)
埃爾姆伍德（英語：Elmwood）是一個位於美國伊利諾伊州皮奧里亞縣的城市。

## 地理
埃爾姆伍德的座標為40°46′42″N 89°58′06″W / 40.77833°N 89.96833°W，而該地的平均海拔高度為153米（即502英尺）。

## 人口
根據2010年美國人口普查的數據，埃爾姆伍德的面積為3.69平方千米，當中陸地面積為3.69平方千米，而水域面積為0.00平方千米。當地共有人口2027人，而人口密度為每平方千米549.32人。